# Henri Bellechose
Henri Bellechose, född i Breda, död i Dijon, var en nederländsk målare, verksam i Frankrike cirka 1415 - 1440. Bland hans bevarade verk finns altartavlan Sankt Dionysius sista nattvard och martyrium, utförd 1416.